# Saint Patrick’s Day
Saint Patrick’s Day (iriska: Lá Fhéile Pádraig), ’Sankt Patriks dag’, är Irlands nationaldag som firas den 17 mars. Dagen firas till minne av landets skyddshelgon Patrick. I bland annat USA, Kanada, Storbritannien och Irland är det tradition att ha gröna kläder på sig. Om man ser någon som inte bär vare sig kläder eller accessoarer i grönt har man enligt amerikansk tradition tillåtelse att nypa dem. Sankt Patrick är även känd som den person som införde kristendomen på Irland. Klöverblad symboliserar också Saint Patrick's day eftersom Saint Patrick, enligt legenden, använde blad av trådklöver som en liknelse för att förklara treenigheten. Många irländare skickar levande trådklöverplantor till släkt och vänner världen runt lagom till St Patrick's Day.
År 2008 uppmärksammade den romersk-katolska kyrkan högtiden istället två dagar tidigare, vilket är mycket ovanligt. Detta skedde eftersom den tidiga påsken medförde att dagen sammanföll med stilla veckan.

## Galleri

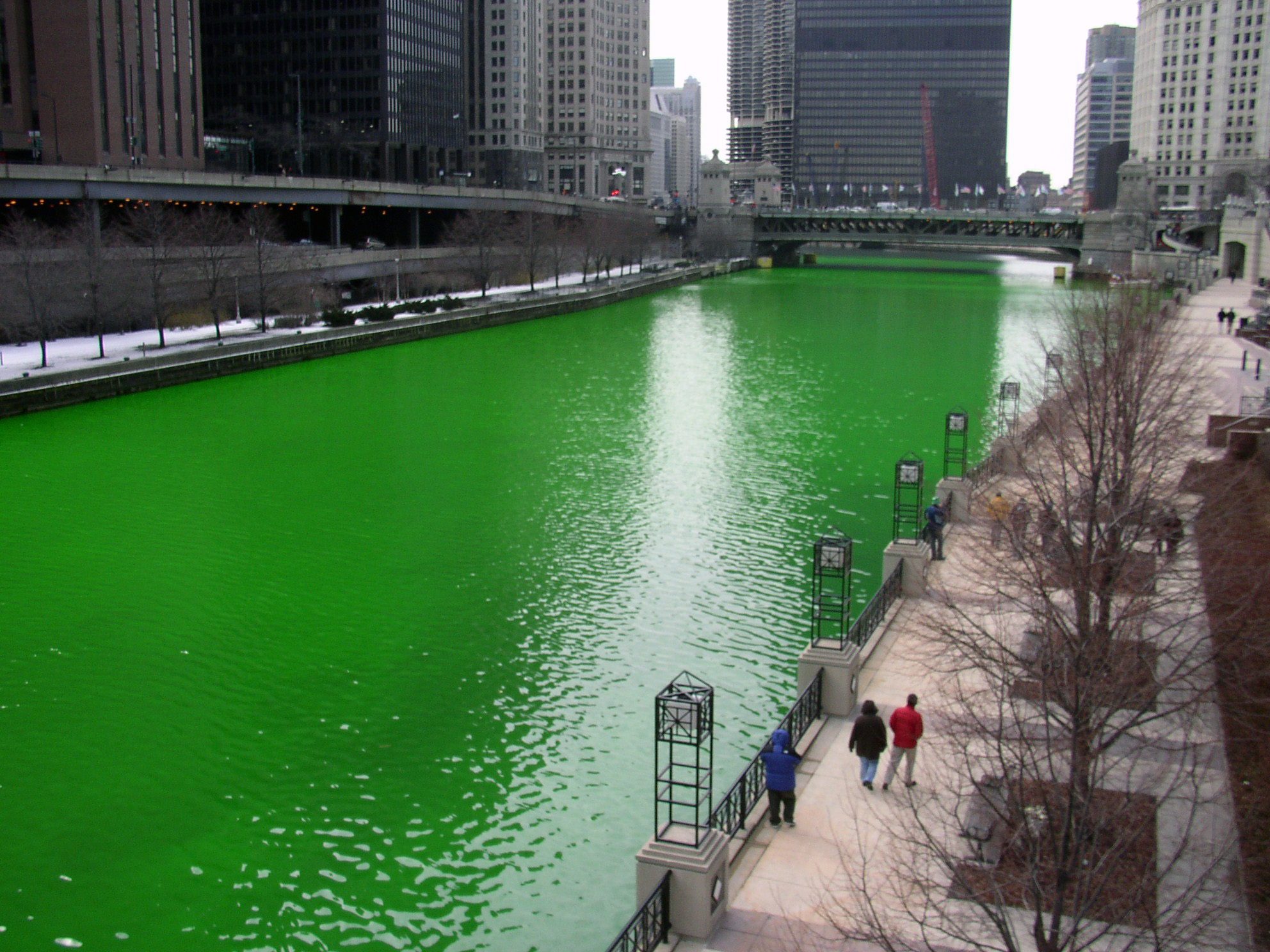
Chicagofloden i USA färgades grön på Saint Patrick’s Day 2005.
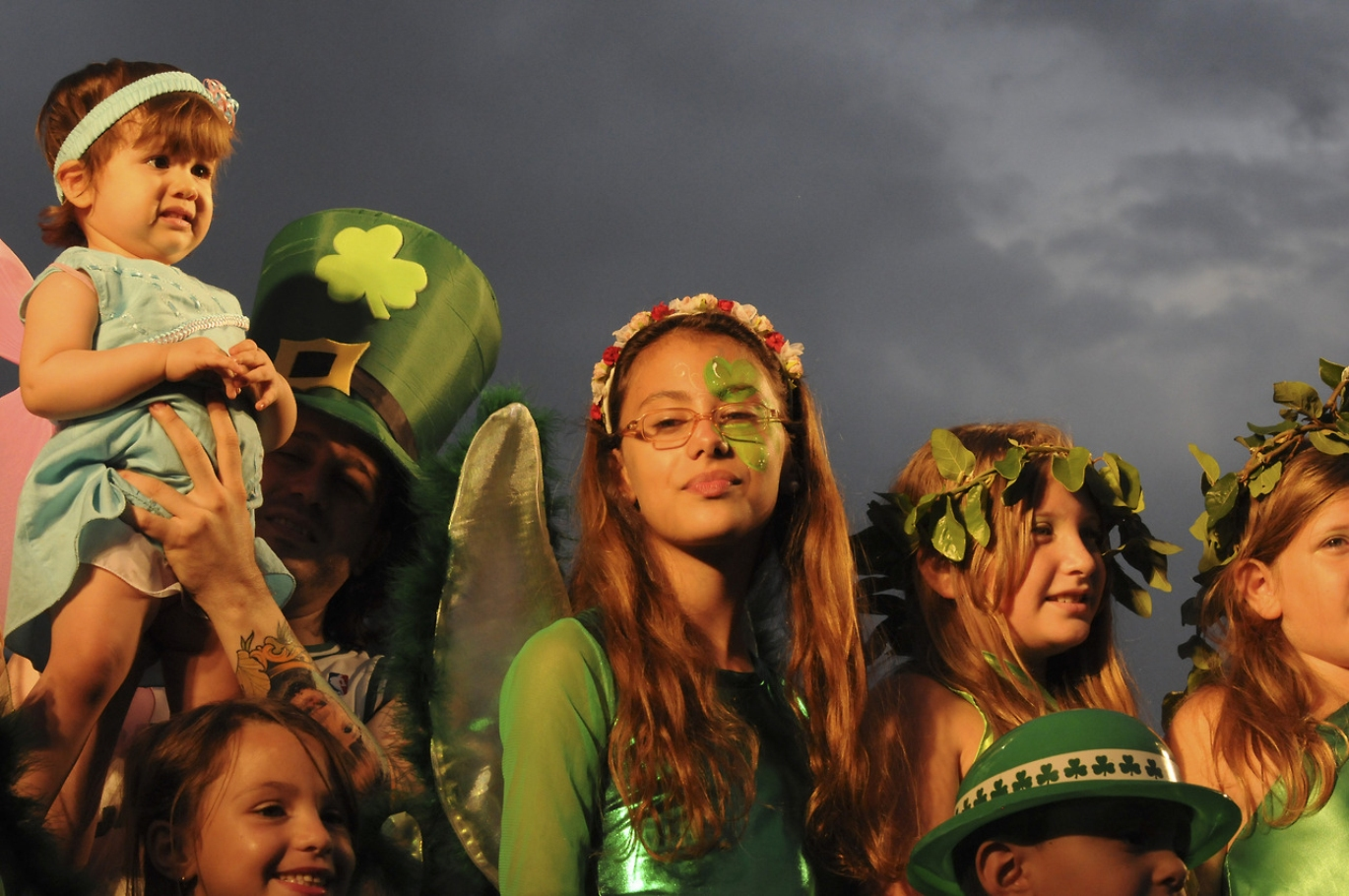
Saint Patrick’s Day, Buenos Aires (Argentina).
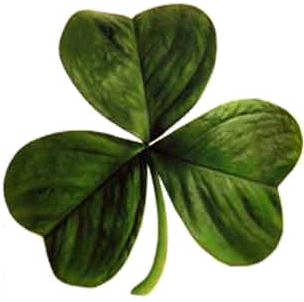
Irländsk klöver, en s.k. Shamrock.